# Vale de Figueira (Tabuaço)
Vale de Figueira is een plaats (freguesia) in de Portugese gemeente Tabuaço en telt 146 inwoners (2001).